# Шахта «Прогрес»
ДВАТ "Шахта «Прогрес». Входить до ДХК «Торезантрацит». Розташована у місті Торез, Донецької області.
Фактичний видобуток 2613/938 т/добу (1990/1999). У 2003 р. видобуто 360 тис.т.
Максимальна глибина 1300 м (1990—1999). Протяжність підземних виробок 106,7/99,1 км (1990/1999). У 1990/1999 розробляла відповідно пласти h8, h7, h6 та h8 потужністю 0,9-1,43/1,43 м, кути падіння до 4-15°. Кількість очисних вибоїв 5/2, підготовчих 11/11 (1990/1999).
Кількість працюючих: 2459/2806 осіб, в тому числі підземних 1590/1899 осіб (1990/1999).
Адреса: 86606, м. Торез, Донецької обл.